# Pardosa californica
Pardosa californica este o specie de păianjeni din genul Pardosa, familia Lycosidae, descrisă de Keyserling, 1887. Conform Catalogue of Life specia Pardosa californica nu are subspecii cunoscute.